# Isabelle Faust
Isabelle Faust (Esslingen am Neckar, 19 de marzo de 1972) es una violinista alemana.

## Biografía
Isabelle Faust recibió sus primeras lecciones de violín a la edad de cinco años. Ha tenido como profesores a Christoph Poppen y Dénes Zsigmondy. A la edad de once años fundó un cuarteto de cuerda y siempre se ha sentido atraída por compartir experiencias y visiones musicales a través de la disciplina de la música de cámara. Tanto interpretando sonatas como conciertos, Faust busca el diálogo y el intercambio de ideas musicales.
Recibió en 1987 un premio en el Concurso Leopold Mozart en Augsburgo y logró el concurso Paganini en Génova en 1993. Después de ganar el concurso Paganini se trasladó a Francia, donde se especializó en el repertorio francés, en especial en Fauré y Debussy. 
Su primera grabación fueron las sonatas de Bartók, Szymanowski y Janácek, y obtuvo muy buena recepción crítica. En 2003 lanzó su grabación del Concierto para violín de Dvorák, que es una especialidad de su repertorio. En 2007 publicó el Concierto de violín de Beethoven, haciendo una versión poco habitual que busca recrear el espíritu de la época en que fue compuesta.
Toca a menudo música de cámara con los pianistas Alexander Melnikov y Ewa Kupiec, con el violonchelista Jean-Guihen Queyras o con la clarinetista Sharon Kam. Con Melnikov, su partenaire habitual grabó la integral de las Sonatas para violín y piano de Beethoven, que recibió los premios "Gramophone", “Choc de Classic”, "Diapason d'Or", “ECHO Klassik” y el “Premio de la Crítica Alemana” y se ha convertido en una referencia discográfica de ese repertorio. Además fue nominada a los Premio Grammy en 2010. 
Ha colaborado con Claudio Abbado, Daniel Harding, Heinz Holliger, Mariss Jansons y con la Orquesta Filarmónica de Berlín, la Orquesta de París y la Mahler Chamber Orchestra, entre otras. 
Desde sus comienzos, graba bajo el sello Harmonia Mundi. Toca en un Stradivarius de 1704 apodado "La Bella Durmiente del Bosque" puesto a su disposición por el L-Bank de Baden-Württemberg. Los compositores Thomas Larcher y Michael Jarrell le han dedicado obras.
En 2004 fue nombrada profesora de violín de la Universidad de las Artes de Berlín.

## Selección discográfica
- Bach: Sonatas & Partitas for solo violin, Harmonia Mundi / IODA, 2010.
- Concierto para violín de Beethoven, The Praga Philharmonia dirigida por Jiří Bělohlávek / También grabado en 2012 con la Orquesta Mozart, bajo la dirección de Claudio Abbado
- Concierto a la memoria de un ángel de Alban Berg, Orquesta Mozart dirigida por Claudio Abbado
- Sonatas para piano y violín de Beethoven, con Melnikov
- Conciertos para violín 1 & 2 Béla Bartok. Swedish Radio Orquesta dirigida por Daniel Harding- Harmunia Mundi
- Concierto para violín de Dvořák, The Praga Philharmonia dirigida por Jiří Bělohlávek
- Trío Dumky de Dvořák, con Melnikov y Queyras
- Trío para corno, violín y piano de Brahms, con Melnikov y Teunis van der Zwart
- Poema para violín y orquesta de Ernest Chausson y Concierto para violín de André Jolivet, Deutsches Symphonie-Orchester Berlín dirigida por Marko Letonja
- Sonata para violín y piano de Leoš Janáček, con Kupiec
- Concierto para violín n° 2 de Bohuslav Martinů
- Sonatas para violín y piano de Bartók con Florent Boffard (2010)
- Concierto para violín de Schumann : Orch.: Freiburger Barockorchester, dir.: Pablo Heras-Casado, CD (2015), Harmonia Mundi

## Premios
- 1987: Leopold Mozart International Violin Competition, (Augsburg), First Prize
- 1990: Premio Quadrivio Competition (Rovigo, Italia), Primer Premio
- 1993: Paganini Competition en Génova, Italia, Primer Premio[3]
- 1994: Förderpreis des Landes Nordrhein-Westfalen für junge Künstlerinnen und Künstler
- 1997: Premios Gramophone a "Young Artist of the Year" por su primer CD, The solo violin sonata and the Violin Sonata No. 1 de Béla Bartók en Harmonia Mundi
- 2002: Cannes Classical Award por su disco para ECM del Concierto Fúnebre de Karl Amadeus Hartmann.
- 2010: Diapason d'Or de l’Année por su disco de las Sonatas y Partitas para violín solo de Johann Sebastian Bach en Harmonia mundi[5]
- 2012: Gramophone Award como Best Chamber Recording para su álbum de las Sonatas de violín de Ludwig van Beethoven con el pianista Alexander Melnikov for Harmonia Mundi[6]
- 2012: Echo Klassik Award para su álbum de las Sonatas de violín de Ludwig van Beethoven con el pianista Alexander Melnikov
- 2012: Diapason d'Or para su álbum de las Sonatas de violín de Ludwig van Beethoven con el pianista Alexander Melnikov